# Kabinett Held I
Das Kabinett Held I bildete vom 27. Juni 1924 bis 30. Juli 1928 die Landesregierung von Bayern.

## Mitglieder
| Amt                           | Name                                          | Bild | Partei | Partei    |
| ----------------------------- | --------------------------------------------- | ---- | ------ | --------- |
| Ministerpräsident             | Heinrich Held                                 |      |        | BVP       |
| Äußeres                       | Heinrich Held                                 |      |        | BVP       |
| Justiz                        | Franz Gürtner                                 |      |        | BMP       |
| Inneres                       | Karl Stützel                                  |      |        | BVP       |
| Kultus                        | Franz Matt                                    |      |        | BVP       |
| Kultus                        | Franz Xaver Goldenberger ab 14. Oktober 1926  |      |        | BVP       |
| Finanzen                      | Wilhelm Krausneck bis 12. Juni 1927           |      |        | BVP       |
| Finanzen                      | Hans Schmelzle                                |      |        | BVP       |
| Soziales                      | Heinrich Oswald                               |      |        | BVP       |
| Handel, Industrie und Gewerbe | Wilhelm Ritter von Meinel bis 8. Februar 1927 |      |        | parteilos |
| Handel, Industrie und Gewerbe | Heinrich Held                                 |      |        | BVP       |
| Landwirtschaft                | Anton Fehr                                    |      |        | BB        |